# تطواف
التطواف أو الموكب (باللاتينية: processio) هي هيئة منظمة من الناس يمشون بطريقة رسمية أو احتفالية.

## في المسيحية

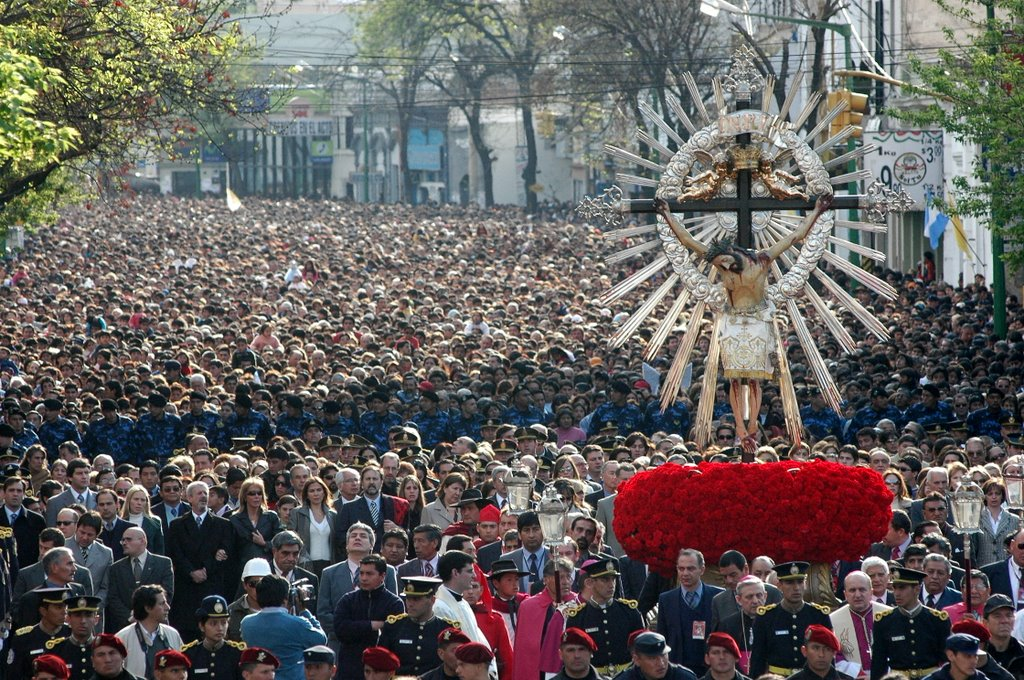
موكب ديني كاثوليكي في مدينة سالتا.

تشكل المواكب الدينية ركن هام في العبادة المسيحية، وأبرز هذه الأمثلة مواكب أسبوع الآلام. أخذت المواكب الدينية في الانتشار في الثقافة المسيحية بشكل كبير خلال العصور الوسطى. وتحظى في مكانة خاصة في طقوس الكنيسة الكاثوليكية، وكذلك كنيسة أنجلترا والكنيسة الأرثوذكسية.
في الكتاب المقدس أبرز الأمثلة على المواكب الدينية دخول يسوع إلى القدس راكبًا على حمار تحقيقًا لنبؤة زكريا بن برخيا: «لا تخافي يا ابنة صهيون، فإن ملكك قادمٌ إليك راكبًا على جحشِ ابن أتان».يو 12:14] وكان استعمال الحمير مقتصرًا في المجتمع اليهودي على طبقة الملوك وطبقة الكهنة، ما يشير إلى يسوع هو المسيح، إذ إن المسيح في العقيدة اليهودية هو نبي وكاهن وملك. وقد استقبله سكان المدينة والوافدين إليها للاحتفال بعيد الفصح بسعف النخل،يو 12:13] لتظلله من أشعة الشمس، كما أن سعف النخل علامة الانتصار.